# Piotr Nowakowski
Pour les articles homonymes, voir Nowakowski.
Piotr Nowakowski est un joueur polonais de volley-ball né le 18 décembre 1987 à Żyrardów (voïvodie de Mazovie). Il mesure 2,06 m et joue central. Il totalise 112 sélections en équipe de Pologne.

## Biographie
Il a reçu la Croix de Chevalier de l'Ordre Polonia Restituta, attribuée par le président Lech Kaczyński, mais remise par Donald Tusk.

## Clubs
| Club            | De        | À         |
| --------------- | --------- | --------- |
| AZS Częstochowa | 2006-2007 | 2010-2011 |
| Resovia Rzeszów | 2011-2012 | 2016-2017 |
| Trefl Gdańsk    | 2017-2018 | ...       |

## Palmarès

### Club
- Ligue mondiale (1)
  - Vainqueur : 2012
- Coupe du monde
  - Finaliste : 2011
- Championnat d'Europe (1)
  - Vainqueur : 2009
- Coupe de la CEV
  - Finaliste : 2012
- Championnat de Pologne (2)
  - Vainqueur : 2012, 2013
  - Finaliste : 2008
- Coupe de Pologne (1)
  - Vainqueur : 2008
- Supercoupe de Pologne (1)
  - Vainqueur : 2013

### Distinctions individuelles
- Meilleur contreur du championnat de Pologne 2011